# Реформизам
Реформизам је политичка доктрина која заговара реформу постојећег система или институције уместо његовог укидања и замене.
Термини реформизам или тактика законитости описују напоре неке Политичка странка да реформише постојећи политички систем једне земље, тј. уз потпуно одрицање од револуционарних  начина деловања, у други, често потпуно другачији. Од суштинске је важности да и политички систем који треба заменити и онај који се ствара могу бити аутократски. Иако се сам термин реформизам првобитно користио унутар марксизма, данас се користи и у односу на либерализам и фашизам.

## Подврсте

### Социјализам
Иако су у Великој Британији већ постојале реформистичко-социјалистичке организације са чартистима и Фабијанским друштвом, Едуард Бернштајн се сматра оснивачем теоријског реформизма у  Немачкој и  Аустрији. У свом делу Предуслови социјализма и задаци социјалдемократије подвргао је постојећу марксистичку теорију радикалној критици и залагао се за трансформацију СПД-а у искључиво реформистичку странку. 
Као резултат тога, формирано је реформистичко десничарско крило партије, које је прихватило ове захтеве, чему се у почетку противила центристичка већина. Револуционарно крило партије око Розе Луксембург остало је бесмислено све док није формирана Спартакистичка лига.
Након 1918. године, реформизам је постао доминантна струја унутар социјалдемократије, тако да се у садашњости термини углавном користе наизменично.

### Либерализам
Већина свих либералних покрета у Европи деветнаестог века била је реформистичка у смислу да су настојали да реформама трансформишу тадашње псолутне монархије у уставне монархије. Међутим, није било формирања термина за означавање реформистичких либерала за разлику од револуционарних либерала, пошто су они различити од з. Б. социјалисти нису одржавали заједничке партије. Револуционарни либерали су себе називали „републиканцима“ (Француска), „радикалима“ (Уједињено Краљевство и Швајцарска) или „демократама“ (Немачка). С друге стране, термин „либерал“ је имплицитно укључивао реформистички осећај. Ова традиционална терминологија је задржана у одговарајућим земљама.
У Пруској су реформистички и револуционарни либерали једно време формирали заједничку странку, ДФП. Међутим, на питање да ли треба подржати или се супротставити политици уједињења Ото фон Бизмарк, ово се поделило на десно либерални, реформистички НЛП и лево либерални, у почетку (још увек) револуционарно настројен ДТВП.

### Фашизам
Након неуспеха Хитлер-Лудендорфовог пуча 1923, Адолф Хитлер је одлучио да следи пример Бенито Мусолинија и одустане од својих првобитних планова да силом преузме власт користећи НСДАП-ов Штурмабтајлунг. Овај став је изразио 1930. године на следећи начин:
„Националсоцијалистички покрет покушаће да у овој држави постигне циљ уставним средствима. Устав прописује само методе, а не циљ. На овај уставни начин покушаћемо да добијемо одлучујућу већину у законодавним телима, како бисмо оног тренутка када то успемо могли да дамо државу у форме које одговарају нашим идејама.— B. J. Wendt:
Као резултат тога, око истог и Јозеф Гебелса формирало се партијско крило засновано на Хитлеровој тактици легалитета, као и револуционарно партијско крило око Ернст Рема и Грегор Штрасера.
На исти начин, италијански ПНФ се претходно реорганизовао на реформистички начин. Јапански Кодо-ха, као одговор на неуспех Ни-нироку јикен пуча, такође је преоријентисао своје понашање на реформистички начин.